# Pumapunku
Pumapunku (també conegut amb els noms de Puma Punku o Puma Puncu) és un jaciment arqueològic format per un gran complex de temples i monuments, localitzat a Tiwanaku (Bolívia), prop de la riba sud-est del llac Titicaca, a l'altiplà andí, a una altitud de 3.800 metres. El nom de l'indret, en aimara, significa 'la porta del puma'.

## El complex
El complex de Pumapunku consisteix en una sèrie d'esplanades, temples i monuments formats amb pedra de tipus megalític. El jaciment principal fa 167 metres de longitud per 116 metres d'amplària. La banda oriental de Pumapunku és ocupada per l'anomenada Plataforma Lítica, una terrassa de pedra de 6,75 x 38,72 metres, pavimentada amb una multitud de lloses de pedra enormes. La Plataforma Lítica conté la pedra més gran de totes les que s'han trobat a Pumapunku i a tot Tiwanaku. Basant-se en les propietats de la roca de la qual es va extreure, es creu que aquest únic bloc de pedra fa unes 131 tones. El gruix de les construccions de Pumapunku és fet d'argila, amb un revestiment de sorra i còdols. Les excavacions al jaciment de Pumapunku documenten l'existència de tres èpoques diferents de construcció, a més de petites reformes i remodelacions esdevingudes en altres èpoques.

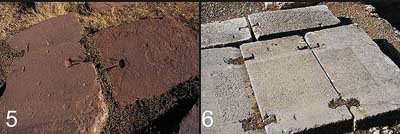
Demostració de la tècnica de construcció dels blocs de pedra

Al camp de ruïnes hi ha grans blocs de pedra d'unes 100 tones de pes. Hi ha la hipòtesi que es tracta de les restes de diversos edificis. Però el que més sorprèn és la forma de les pedres, cisellades de manera tan precisa que es poden encastar l'una amb l'altra de maneres diferents, una cosa semblant al sistema de mòduls que fem servir actualment. Per fixar les pedres s'utilitzaven uns grampillons –o claus en forma de U– de metall, un mètode que els arqueòlegs es van trobar per primer cop a les excavacions de Delfos, a Grècia.
Durant el seu apogeu, es diu que Pumapunku era un indret «increïblement meravellós», guarnit amb plaques de metall polit i ceràmiques de colors brillants i ornamentat amb quadres i pells, freqüentat pels sarcedots i per l'elit, que es vestien amb roba cerimonial i joies exòtiques. La comprensió de la naturalesa d'aquest complex arqueològic encara és limitada, a causa de la seva antiguitat, la manca de proves escrites i l'estat actual de gran deteriorament, tant pel desgast natural com també per la depredació dels visitants i els saquejadors.

## El descobriment

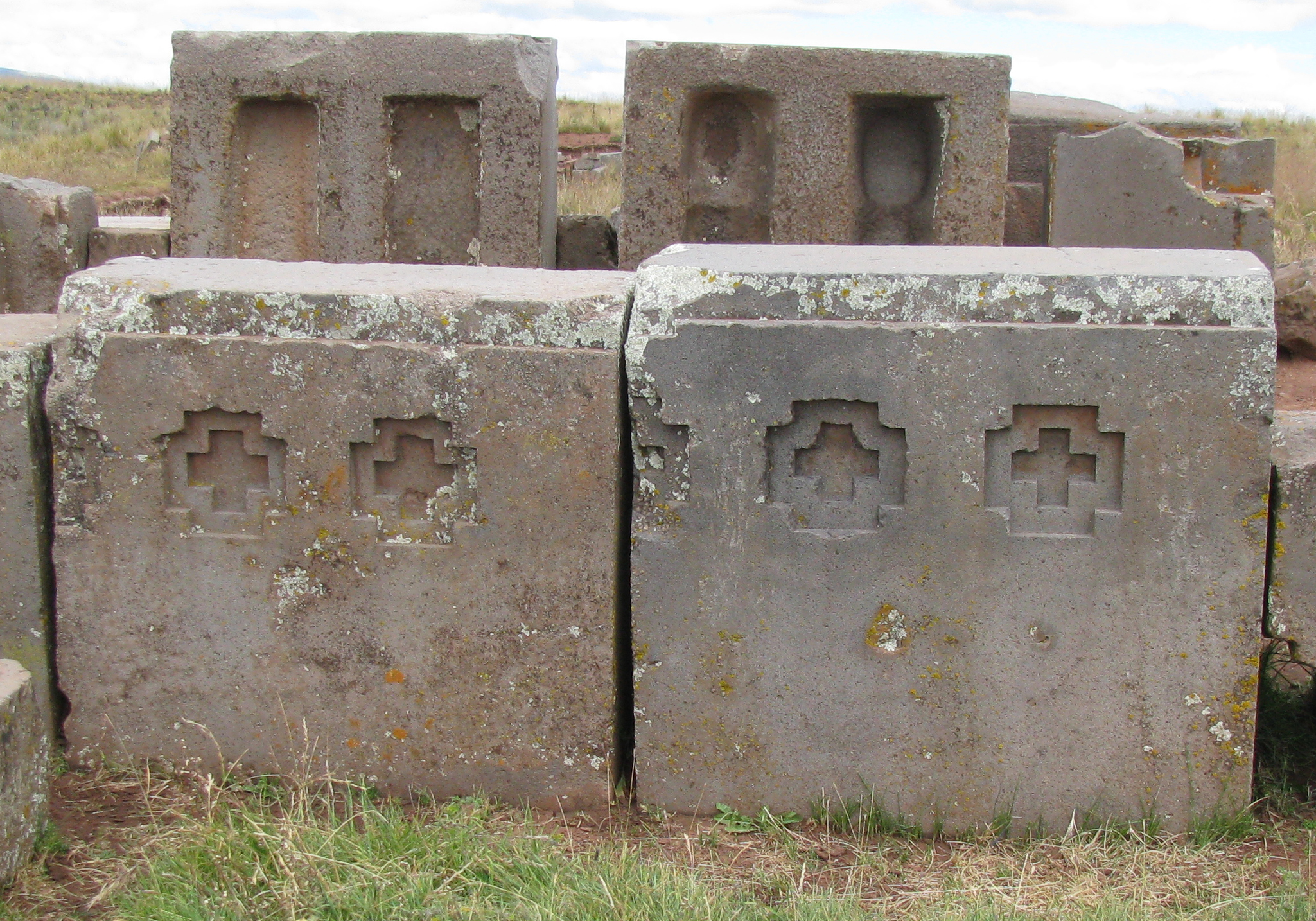
Demostració de la tècnica de construcció dels blocs de pedra

Al començament del segle xx, l'enginyer austríac Arthur Posnansky (1873-1946) va dedicar llargs anys de les seves investigacions a les ruïnes de Tiwanaku, un antic poble indígena de l'altiplà bolivià. L'enginyer va concentrar els estudis en una zona del jaciment on hi havia unes pedres disposades verticalment. D'això l'estudiós va deduir que en aquell indret, milers d'anys abans, s'hi aixecava un observatori astronòmic. El jaciment de Tiwanaku va atreure l'atenció d'altres estudiosos, que van descobrir el jaciment annex de Pumpapunku a pocs centenars de metres de distància, el qual fou excavat entre 1989 i 2002.

## Datació
Determinar l'edat aproximada del complex de Pumapunku sempre ha estat un tema de debat des que es va descobrir el jaciment arqueològic. El professor d'antropologia W. H. Isbell, especialista en pobles andins, va determinar per mitjà de les proves del carboni-14 que la construcció de la part més antiga pot datar dels anys 535-600 dC.